# Wolffiella welwitschii
Wolffiella welwitschii là một loài thực vật có hoa trong họ Ráy (Araceae). Loài này được (Hegelm.) Monod miêu tả khoa học đầu tiên năm 1949.